# Потпетица
Потпетица или штикла део је обуће која подиже пету особе која је носи на ниво знатно виши од нивоа на ком су прсти. Таква ципела се назива ципела на потпетицу. Када су и пета и прсти на истом повишеном нивоу, онда се за такву ципелу каже да је (ципела) платформа. Потпетице су веома популарне и могу бити разног облика, разних висина, боја и материјала. Када кажемо ципеле на потпетицу обично мислимо на обућу направљену искључиво за жене. Међутим, велики број креатора такође годишње производи и мушку обућу на потпетицама. Један од примера мушке обуће са потпетицама су каубојске чизме, у којима је пета оног ко је носи уздигнута у односу на прсте. 
Потпетица, према висини може бити ниска, средња или висока:
- Ниска потпетица је мања од 2,54 центиметара,
- Средња потпетица је између 2,54 цм и 6 цм,
- Висока потпетица је преко 6 центиметара.

## Историја
Сматра се да су повишене потпетице резултат проблема, који датира још из XV века, када су се велике раздаљине прелазиле јахањем коња, при чему би јахачева нога често исклизавала из каиша. Почетком 1500. године пета висине ~ 3 цм се први пут појављује и назива се јахачева пета. Првобитна потпетица и сама чизма подсећају на данашњи изглед каубојске чизме. Оваква пета је током прве три деценије века, полагано почела да поприма стилски облик, поготово код мушке обуће, и почињала да бива све тања и дужа, све док није више имала користи током јахања. Временом, оваква ципела је постала свакодневна обућа само на дворовима. Крајем XVI века, мушка обућа је имала потпетице висине од 6 до 9 центиметара.
Године 1533, жена грофа Орлеана, Катарина де Мичи, иначе веома ниска растом, тражила је од свог обућара да јој направи пар ципела са потпетицама, како стилски привлачне, тако и високе, како би постала виша него што јесте. Обућар јој је направио дрвене ципеле, шопине, које су имале платформу, али је пета и поред платформе била виша од прстију, и сама платформа се савијала на средини табана, према прстима.
Ципеле са потпетицама су веома брзо постигле успех у аристократским круговима широм Француске, и постале су део свакодневне моде у високим круговима. Преко бракова склапаних између мушкараца и жена краљевских породица широм Европе, мода ципела са високом потпетицом се пренела преко граница Француске, и убрзо обухватила сваку врсту обуће, почев од чизми до сандала. Ципела са високом потпетицом је постала симбол помодарства, класног статуса и богаства и бивају веома популарне током XVII и XVIII века. Убрзо након Француске револуције, ципеле са виским потпетицама падају у заборав из протеста, јер су оне представљале симбол аристократа и буржаске класе. Након револуције у моди бивају популарне ципеле са равним табанима, да би већ средином XIX века ципеле на потпетицу ушле поново у моду, нарочито међу женским светом.
Шездесетих и седамдесетих година XX века, равне ципеле су преовладавале, да би средином осамдесетих и касних осамдесетих година века, ципеле на потпетицу постале хит. Ово је великим делом захваљујући доласком супермодела, као што су то биле Синди Крафорд, Клаудија Шифер, Наоми Кембпел, Линда Еванђелиста и Јасмин Гаури, које су на свим модним ревијама и насловним странама модних часописа биле виђене у високим потпетицама. 
Како постоје друштвене норме за понашање, тако постоје и норме које налажу када се које ципеле носе и када се сматрају укусним, а када не приличе. Тако на пример, ретко се може видети да жене на радним местима носе ципеле са потпетицом вишом од 2 до 3 центиметара. Ципеле са потпетицама вишим од 3 центиметра се обично могу видети у вечерњим сатим, по клубовима, ресторанима, позориштима итд. Неписано правило је да жене судије и адвокати не би требало да носе ципеле са потпетицом вишом од 2 центиметра јер би деловале непрофесионално.

## Потпетице и здравље
У последњих неколико година неколико студија је обављено и резултати студија објављени који доводе у везу проблеме са кичмом, као на пример сколиоза, са дуготрајним ходањем у ципелама са високим потпетицама. Ортопеди и неурохирурзи често говоре да ношење ципела са високим потпетицама доводи до тога да се цела телесна маса ослања искључиво на прсте, и притом није равномерно распоређена преко целог табана. Други, у скорије време уочен проблем, је да се прсте под притиском и након дугог ходања на потпетицама, савијају и набијају у ципели. Ово важи за оне који су стално на високим потпетицама.

## Галерија
- Штикле из 1939.
- Жуте сандале на потпетицу
- Сребрне сандале на блок штиклу
- Штикле са платформом и каишем